# Šiprage
Šiprage (ký tự Cyril: Шипраге) là một ngôi làng ở Bosna và Hercegovina, với dân số khoảng 788 người. Khu nghỉ mát này nằm trên Vrbanja (85 km), phía dưới núi Vlašić (1943 m).

## Địa lý
Špirage nằm bên bờ sông Vrbanja, trên tuyến thượng nguồn phía Nam-đông của Banja Luka (khoảng 60 km) và Kotor Varoš (30 km) và Trung tâm là một phần của cộng đồng địa phương. Nằm ở thung lũng dài giữa nhiều dãy núi: phía đông bắc Šipraško Brdo (Šiprage's Hill) với đỉnh Glavić, 950 m, phía Nam: Jasik (769 m), về phía đông nam của phức tạp Šahinovina-Stražbenica (848 m), phía tây: Radohova (top: Kape, 950 m) và phía tây bắc: Borčići (799 m) và Hrastik. 
Khu định cư, cùng với Vrbanja và các chi lưu của nó, có chiều dài khoảng ba dài và hai cây số. Nó có nhiều nguồn nước uống, một trong số đó là (cùng với Crkvenica) được sử dụng để cung cấp mạng lưới đường thủy nội địa. Tại nơi này, ở Vanuatu Vrbanja có lưu vực chảy: Musić potok (suối), Crkvenica và Bakin potok (Bà của Creek), ở phía bên phải, nhưng Ćorkovac, Zagradinski potok (Creek) và Demićka bên bờ sông bên trái.

## Khí hậu
Trong khu vực địa phương và quanh khu vực này, có khí hậu lục địa ôn hòa, với bốn mùa thể hiện: mùa xuân, mùa hè, mùa thu và mùa đông. Trên các ngọn đồi xung quanh núi và cận đỉnh núi, biến động nhiệt độ và lượng mưa hàng năm tương đối cao, nhưng với sự ổn định lâu dài.
Các thông số thời tiết dài hạn ("lịch sử") cho Špirage
- Sự biến thiên trong lượng mưa giữa những tháng khô nhất và ẩm ướt nhất là 41 mm. Trong năm, nhiệt độ trung bình thay đổi theo 20.6 °C.[4]

## Bộ sưu tập

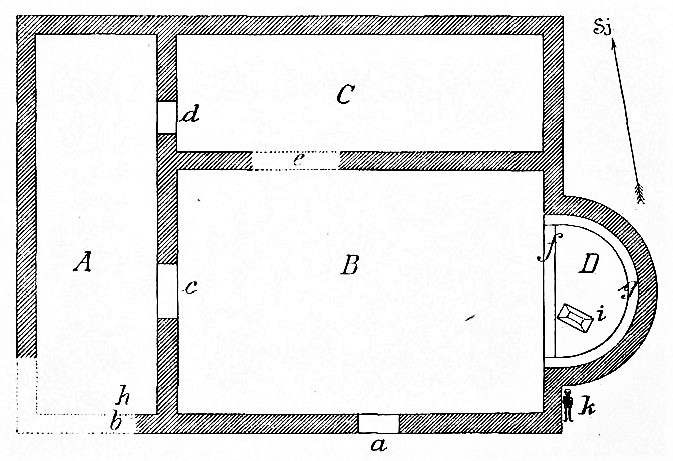
Lên kế hoạch La Mã thờ từ thế kỷ thứ 5

## Nhân khẩu

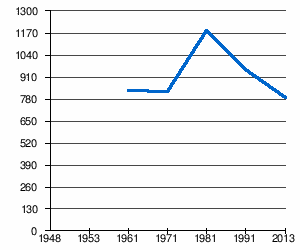
Xu hướng thay đổi về số lượng dân cư trong giai đoạn 1961 đến 2,013th

| Šiprage; Điều tra dân số năm 2013: Tổng cộng có 788 cư dân |              |              |              |
| Năm thống kê                                               | 1991.        | 1981.        | 1971.        |
| Người Hồi giáo (nay là người Bosna)                        | 745 (78,25%) | 711 (60,10%) | 422 (51,33%) |
| Người Serbia                                               | 168 (17,64%) | 320 (27,04%) | 370 (45,01%) |
| Người Croatia                                              | 1 (0,10%)    | 6 (0,50%)    | 0            |
| Người Nam Tư                                               | 32 (3,36%)   | 136 (11,49%) | 21 (2,55%)   |
| Khác                                                       | 6 (0,63%)    | 10 (0,84%)   | 9 (1,09%)    |
| Tổng số                                                    | 952          | 1.183        | 822          |

- 1931, 1953: Thành phố Šiprage

+ Khu vực Šiprage